# Helmut Brall-Tuchel
Helmut Brall-Tuchel (* 21. Mai 1951 in Kerpen) ist Professor für deutsche Sprache und Literatur des Mittelalters an der Heinrich-Heine-Universität Düsseldorf.

Helmut Brall-Tuchel (2008)

## Leben
Helmut Brall wuchs im Rheinland und im Ruhrgebiet auf. Von 1970 bis 1976 studierte er Germanistik, Philosophie und Geschichte an den Universitäten Düsseldorf und der Ruprecht-Karls-Universität Heidelberg.
Brall-Tuchel machte im Jahr 1976 sein Staatsexamen in den Fächern Deutsch und Philosophie. 1979 wurde er an der Universität Düsseldorf zum Dr. phil. promoviert. 1994 wurde Brall-Tuchel an der Philosophischen Fakultät der Universität Düsseldorf habilitiert. Von 1976 bis 1994 war er am Lehrstuhl für Ältere Germanistik der Universität Düsseldorf und zwischen 1994 und 1995 als Lehrstuhlvertretung an der Universität Bayreuth tätig. Danach war er Privatdozent in Düsseldorf. Im Jahr 2000 wurde Brall-Tuchel zum außerplanmäßigen Professor ernannt. Seit 2015 ist er Studiendekan der Philosophischen Fakultät der Heinrich-Heine-Universität Düsseldorf. 
Brall-Tuchel ist Verfasser zahlreicher Bücher und Artikel zur Literatur- und Kulturgeschichte des Mittelalters und zur Mittelalterrezeption, Kurator von Ausstellungen zum Pilgerwesen und zum Thema Heimat in Literatur, Sprache und Kunst. 
Fachliche Schwerpunkte sind unter anderem Gestalten und Sinnbilder des Bösen (wie Drache, Teufel, Antichrist u. a.) in der mittelalterlichen Literatur; Magie, Aberglaube und Apokalypse im literarischen Diskurs des Mittelalters; die Wahrnehmung des Fremden und Fernen in der Roman- und Reiseliteratur des Mittelalters; Körper, Geschlecht und Sexualität im Kontext mittelalterlicher Literatur; Literatur und Recht in mittelalterlichen Texten; Geschichte der mittelalterlichen Literatur der Rheinlande sowie Reiseberichte des Spätmittelalters.
Er pflegt fachliche Kooperationen mit der Vrije Universiteit Brussel, der University of Wales, Universiteit Leiden, Università degli studi di Urbino „Carlo Bo“ in Italien, der Ege Üniversitesi im türkischen Izmir und der Adam-Mickiewicz-Universität in Poznań, Polen.
Brall-Tuchel ist verheiratet und Sokrates/Erasmus-Beauftragter der Germanistik.

## Ehrungen
- 1981: DRUPA-Preis

## Veröffentlichungen (Auswahl)
- Strickers „Daniel von dem Blühenden Tal“. Zur politischen Funktion späthöfischer Artusepik im Territorialisierungsprozeß. In: Euphorion. Band 70, 1976, S. 222–257.
- mit Urban Küsters: (Rezension von:) Hans Bayer, Gralsburg und Minnegrotte. In: Anzeiger für deutsches Altertum und deutsche Literatur. Band 93, 1982, S. 120–130.
- Gralsuche und Adelsheil. Heidelberg 1983.
- Diz vliegende bîspel. Zu Programmatik und kommunikativer Funktion des Parzivalprologes. In: Euphorion. Band 77, 1983, S. 1–39.